# На седмом небу
На седмом небу (енгл. Head in the Clouds) је филм из 2004. који је режирао Џон Дајган, док главне улоге играју: Шарлиз Трон, Пенелопе Круз и Стјуарт Таунсенд.

## Улоге
| Глумац           | Улога              |
| ---------------- | ------------------ |
| Шарлиз Трон      | Гилда Бесе         |
| Пенелопе Круз    | Мија               |
| Стјуарт Таунсенд | Гај Малјон         |
| Томас Кречман    | мајор Франц Битрих |
| Стивен Беркоф    | Чарлс Бесе         |
| Давид Ла Е       | Лисјен             |
| Карин Ванас      | Лизет              |

## Локације снимања филма
- Лондон (Енглеска)
- Кембриџ, (Енглеска)
- Монтреал, Квебек (Канада)
- Париз (Француска)

## Зарада
- Зарада у САД - 398.278 $
- Зарада у иностранству - 2.958.074 $
- Зарада у 3.356.352 $